# Erlenbach im Simmental
Erlenbach im Simmental ist eine politische Gemeinde im Verwaltungskreis Frutigen-Niedersimmental des Kantons Bern in der Schweiz.
Neben der Einwohnergemeinde existiert unter diesem Namen auch eine evangelisch-reformierte Kirchgemeinde.

## Namen
Erlenbach («der mit Erlen bestandene Bach») ist ein ursprünglicher Bachname, der auf die Siedlung übertragen wurde. Der Name besteht aus den althochdeutschen Gattungswörtern erila (Erle) und bah (Bach).

## Geographie

Luftbild (1967)

Erlenbach im Simmental liegt im Berner Oberland in den Alpen an der Simme. Die Nachbargemeinden von Norden beginnend im Uhrzeigersinn sind Stocken-Höfen, Reutigen, Wimmis, Diemtigen und Därstetten.
In der Gemeinde befinden sich zwei kleine Speicherseen, der Oberstocken- und der Hinterstockensee. Die Bäuertgemeinden Latterbach und Ringoldingen gehören zu Erlenbach.

## Politik
Bei den Nationalratswahlen 2023 betrugen die Wähleranteile in Erlenbach_im_Simmental (in Klammern die Veränderung im Vergleich zu den Wahlen 2019 in Prozentpunkten): SVP 52,01 % (+0,41), EDU 14,19 % (+19,61), SP 8,02 % (+0,94), glp 6,49 % (−0,53), Mitte 5,82 % (−0,99), Grüne 4,82 % (−2,94), FDP 3,32 % (−1,37), EVP 1,72 % (+0,18), SD 0,55 % (+0,06).

## Wirtschaft

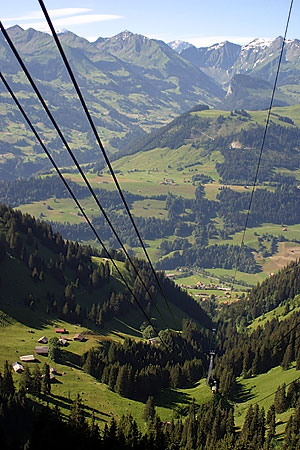
Erlenbach von der Luftseilbahn

### Tourismus
Die Seilbahn auf das Stockhorn befindet sich auf Gemeindegebiet.

### Verkehr
Mit zwei Bahnhöfen (Ringoldingen und Erlenbach) ist Erlenbach gut mit dem öffentlichen Verkehr zu erreichen. Am Bahnhof Erlenbach halten RegioExpress-Züge.

## Abwasser
Zur Reinigung des Abwassers wurde die Gemeinde an die ARA Thunersee in der Uetendorfer Allmend angeschlossen.

## Persönlichkeiten
- Peter Kunz (1480–1544), Reformator des Simmentals und später Berner Münsterpfarrer
- Jakob Ammann (1644–1730), Schneider, Täuferprediger und Begründer der Bewegung der Amischen
- Gottfried Aegler (* 1932), Musiker
- Andreas Gafner (* 1971), Nationalrat (EDU)
- Stephan Andrist (* 1987), Fussballer
- Joscha Burkhalter (* 1996), Biathlet

## Weblinks

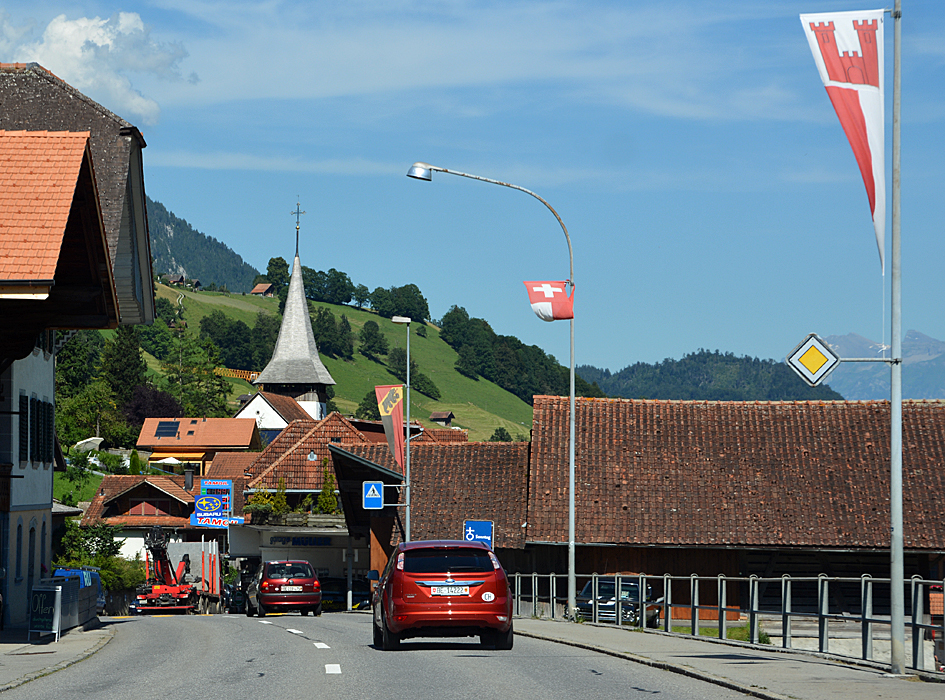
Dorfzentrum